# Medb

La regina Medb

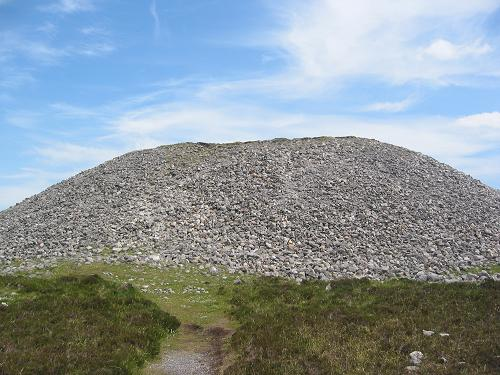
Il cairn di Medb sulla sommità del colle Knocknarea (contea di Sligo).

Medb (anche Medbh o Maeve) (antico gaelico: Méabh) è una figura centrale della mitologia irlandese, causa scatenante di buona parte delle vicende narrate nel Ciclo dell'Ulster.

## Mitologia
Medb era l'affascinante e battagliera regina del Connacht: una donna dal carattere forte e implacabile, figlia di Eochaid Feidlech, leggendario sovrano d'Irlanda. Uno dei significati del suo nome è idromele e si dice che Medb diede questa bevanda, quale simbolo del suo sangue, a tutti i suoi consorti. Suo primo marito fu Conchobar mac Nessa, sovrano dell'Ulster, ma il matrimonio ebbe breve durata e Maeve fece uccidere la seconda moglie di quest'ultimo. 
Insieme a Cú Chulainn, Medb è una delle figure chiave del ciclo dell'Ulster che racconta della guerra tra i reami dell'Ulster e del Connaught. A causarla fu proprio la regina Medb del Connaught che lasciò il marito, re dell'Ulster, e sposò Eochaid, re del Connaught, per poi innamorarsi del giovane nipote di quest'ultimo, Ailill mac Máta, che uccise lo zio e salì al trono al fianco della regina. Dopo aver scoperto l'adulterio che Aillil l'aveva tradita con un'altra donna, Medb convinse Conall Cernach, all'epoca loro ospite, uccidere il marito, così da vendicare anche tutti gli uomini dell'Ulster periti per sua mano. Conall riuscì nell'impresa, ma venne poi ucciso da delle guardie di Aillil nei pressi di un guado. Medb invece venne uccisa qualche anno dopo da Furbaide Ferbend, che voleva vendicare la propria madre, morta per causa della regina del Connacht. 
Secondo la leggenda la regina Medb è sepolta sotto una grande piramide di pietra costruita durante l'età del ferro sulla sommità del colle Knocknarea, nella contea di Sligo, e ricoperta da una collina funeraria (cairn). Questa struttura megalitica, chiamato Miosgán Medbh ("Pezzo di burro di Medb") è uno dei più larghi cairn a camera non scavati d'Europa, misurando circa 55 metri in larghezza e 10 in altezza. Il peso complessivo del materiale pietroso utilizzato per la sua realizzazione è stato stimato in 40 000 tonnellate metriche.

## Simbologia
Nella mitologia, Medb era l'entità che garantiva il contatto tra il mondo dei vivi ed il mondo dei morti ma venne venerata anche come Dea guerriera. Il suo aspetto di madre/guerriera era fortemente associato alla Tripla Dea Madre. La festa Pagana di Mabon fu ed è celebrata in suo onore, ogni anno all'Equinozio autunnale (21 settembre). Durante questa ricorrenza chi voleva diventare Re doveva invocare la potente Regina Medb ed essere invitato dal potente spirito a bere il suo idromele.

## Eredità culturale
La marina militare irlandese ha chiamato in onore dell'antica dea guerriera la corvetta LÉ Maev.